# António Caetano de Figueiredo
António Caetano de Figueiredo, 1.° Visconde de Alcácer do Sal (18 de Outubro de 1810 – 6 de Outubro de 1883), foi um nobre português.

## Biografia
Filho de Francisco Joaquim Figueira e de sua mulher Rosa Maria dos Reis.
O título de 1.° Visconde de Alcácer do Sal foi-lhe concedido por Decreto de 31 de Maio e Carta de 2 de Junho de 1871 pelo Rei D. Luís I de Portugal.

## Casamento
Casado com Maria Paula Leite (8 de Outubro de 1825 - ?), filha de Francisco de Paula Leite e de sua mulher Maria Teresa de Jesus Coelho, não teve descendência.